# Ponte de São João
Die Ponte de São João (Brücke des Heiligen Johannes des Täufers) ist eine Eisenbahnbrücke über den Douro zwischen Porto und Vila Nova de Gaia, die die Linha do Norte über den Fluss führt.
Sie steht etwa 150 m oberhalb der Ponte Maria Pia,  der von Gustave Eiffel gebauten und 1877 eröffneten schmiedeeisernen Bogenbrücke, über die der Eisenbahnverkehr bis zur Eröffnung der Ponte de São João abgewickelt wurde. Beide Brücken verbinden den Bahnhof General Torres in Vila Nova de Gaia mit dem Bahnhof Porto-Campanhã, dem wichtigsten Bahnhof Portos.
Die neue Brücke wurde am 24. Juni 1991 eröffnet, dem Dia de São João (Johannistag), der in vielen portugiesischen Städten, unter anderem auch in Porto, als Stadtfest gefeiert wird.

## Beschreibung
Die Ponte de São João ist insgesamt 1140 m lang und 12 m breit. Sie hat eine 250 m weite Hauptöffnung über dem Fluss, deren beide Pfeiler dicht am Ufer stehen. Im Süden schließen sich 125 m + 5 × 60 m + 59 m weite Brückenfelder sowie ein 50 m langes Übergangsbauwerk an, mit denen der zunächst steile Hang und die im flacheren Gelände stehenden Häuser und Straßen überquert werden. Über dem steileren Nordhang schließen sich Felder von 125 m + 2 × 60 m + 50 m und eine 61 m lange Rampe an.
Der Fahrbahnträger ist ein 12 m breiter, leicht gevouteter Spannbeton-Hohlkasten, der mit den beiden Pfeilern der Hauptöffnung eine Rahmenbrücke bildet. Er ist als Durchlaufträger ausgebildet, der mit Lagern auf den übrigen Pfeilern aufliegt.
Die beiden Pfeiler der Hauptöffnung haben an der Basis einen runden Hohlquerschnitt, der nach wenigen Metern in einen schlanken rechteckigen Querschnitt übergeht. Sie sind fugenlos mit dem Fahrbahnträger verbunden und machen damit die Funktion des Rahmens sichtbar.
Die beiden Gleise liegen in 68 m Höhe über dem Wasserspiegel. Sie sind auf einer Festen Fahrbahn befestigt. Auf der ganzen Länge der Brücke ist ein Entgleisungsschutz verlegt. In der Mitte und auf beiden Seiten der Gleise befinden sich schmale Behelfsbahnsteige. Über dem Geländer sind in regelmäßigen Abständen Lampen installiert.
Die Ponte de São João wurde von Edgar Cardoso entworfen und in der Zeit von 1984 bis 1991 ausgeführt. Das Konsortium „FERDOURO-ACE“ führte den Bau durch, folgende Unternehmen bildeten das Konsortium: Sociedade de Construções Soares da Costa, Teixeira Duarte und Obras Públicas e Cimento Armado. Die Bauüberwachung führte Bratex-Agrupamento para Consultaria e Gestão de Projectos, ACE aus. Die Brücke ist heute im Eigentum der Infraestruturas de Portugal.
Mit der Eröffnung der zweigleisigen Ponte de São João ging die eingleisige Ponte Maria Pia außer Betrieb.